# Kurt Eichenberger
Kurt Eichenberger (* 16. Juni 1922 in Wynetal, Gemeinde Burg; † 2. Januar 2005 in Binningen) war ein Schweizer Jurist.

## Leben
Eichenberger studierte ab 1942 Geschichte und Jura an der Universität Zürich und der Universität Bern. 1948 promovierte er in Rechtswissenschaft mit einer Schrift zur obersten Gewalt im Bund. Von 1963 bis 1992 lehrte er an der Universität Basel als Professor für Staats- und Verwaltungsrecht. Von 1968 bis 1969 war er zudem Rektor der Universität Basel. 
Eichenberger verfasste staatsrechtliche Untersuchungen und war häufig Gutachter und Consiliarius. Zudem präsidierte er zahlreiche Expertenkommissionen von Bund und Kantonen, so 1990 bis 1995 die Arbeitsgruppe «Führungsstrukturen des Bundes».
Für seine wissenschaftlichen Leistungen wurde Eichenberger von der Universität Tübingen und der Universität St. Gallen der Ehrendoktor verliehen.
Eichenberger war mit Anna, geborene Lutz verheiratet. Sie war die Tochter des Wilhelm Lutz.

## Schriften (Auswahl)
- Der Staat der Gegenwart. Ausgewählte Schriften. Basel 1980, ISBN 3-7190-0778-2.
- Aktuelle Fragen des parlamentarischen Oberaufsichtsrechts im Kanton Basel-Landschaft. Liestal 1982, ISBN 3-85673-302.
- Verfassung des Kantons Aargau. Vom 25. Juni 1980. Textausgabe mit Kommentar. Aarau 1986, ISBN 3-7941-2814-1.
- Staatsfähigkeit. Lenzburger Rede gehalten am 20. September 1990 im Rittersaal Schloss Lenzburg. Aarau 1992, ISBN 3-7941-3543-1.
- Vom schweizerischen Weg zum modernen Staat: Heranreifung eines Staates. In: Schweizer Monatshefte: Zeitschrift für Politik, Wirtschaft, Kultur, Bd. 79, 1998, S. 19–25 (doi:10.5169/seals-165935#394).